# تصوير عاري
تصوير عري هو نوع من التصوير الفوتوغرافي تحتوي فيه الصور على عري أو شبه عري أو توحي بالعري. يُستخدم التصوير العاري لأغراض متنوعة، منها الاستخدامات التعليمية، والتطبيقات التجارية، والإبداعات الفنية. وتختلف قوانيين نشر صور العري من بلد لأخر، وخاصة اذ كانت لقاصرين.

## الاستخدام التعليمي
يمكن استخدام صور العُري لأغراض علمية وتعليمية، مثل الدراسات الإثنوغرافية، وعلم وظائف الأعضاء البشرية، والتربية الجنسية. في هذا السياق، لا ينصب تركيز الصورة على الموضوع أو جمالها أو إثارتها، بل على الغرض التعليمي أو التوضيحي الذي أُنتجت من أجله.
يمكن استخدام الصورة العارية للتحليل أو في الكتب الطبية أو غيرها من الكتب أو التقارير العلمية أو المقالات أو أوراق البحث العلمي. وهي في الأساس ذات طبيعة توضيحية، وبالتالي فإن الصور العارية من هذا النوع غالبًا ما يتم تصنيفها لإظهار السمات الرئيسية في سياق داعم.

## معرض الصور

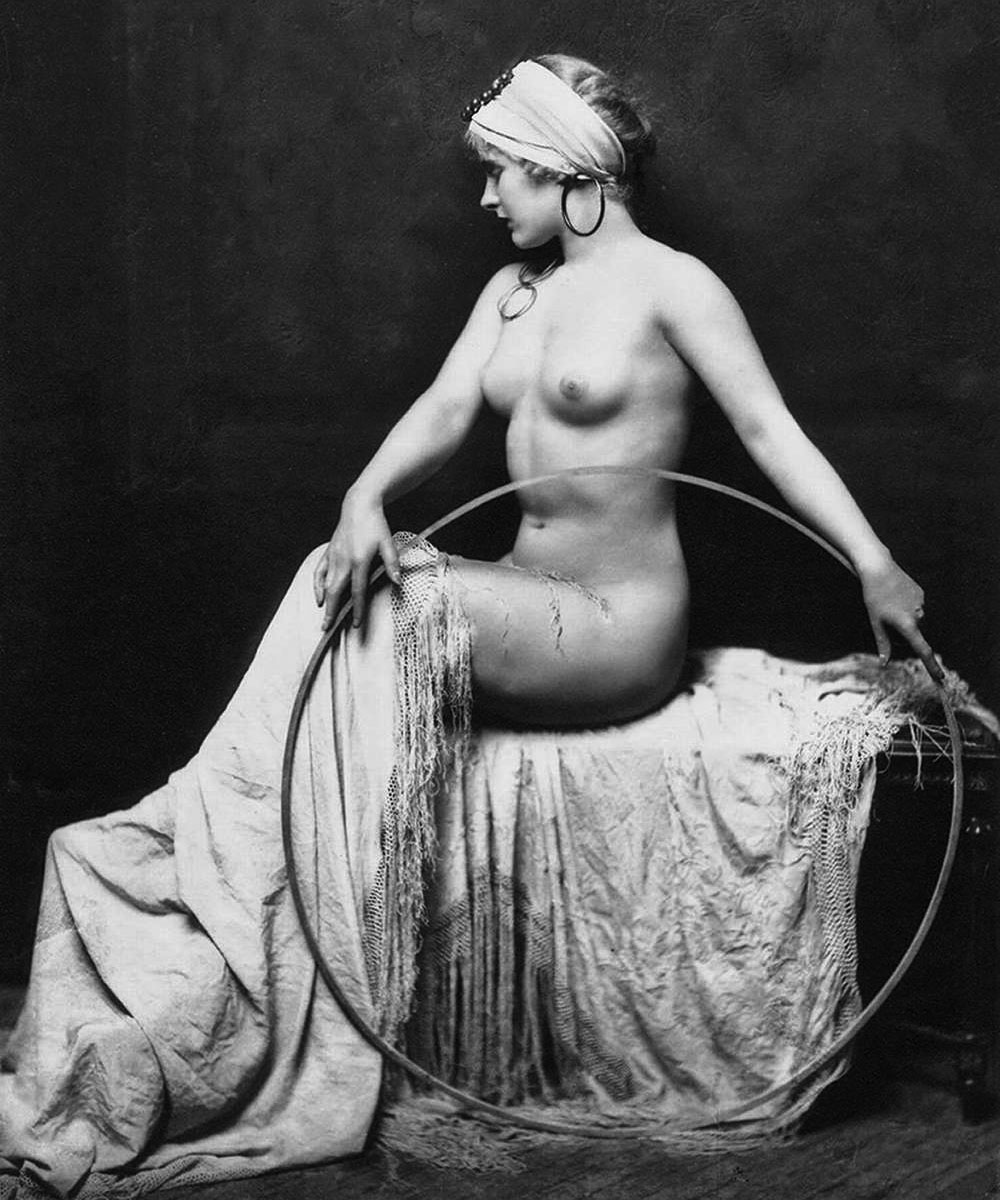
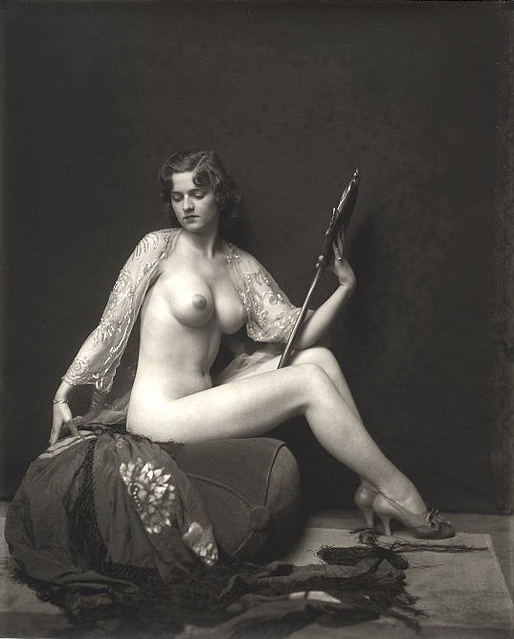
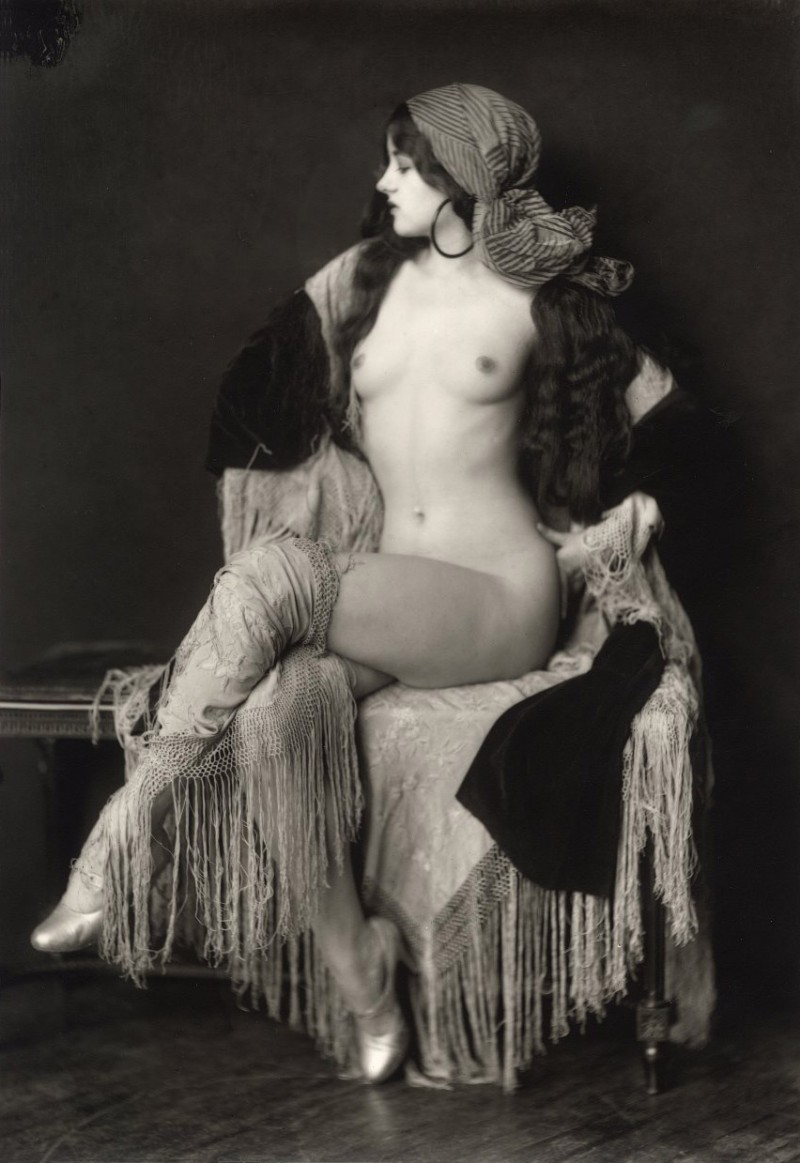
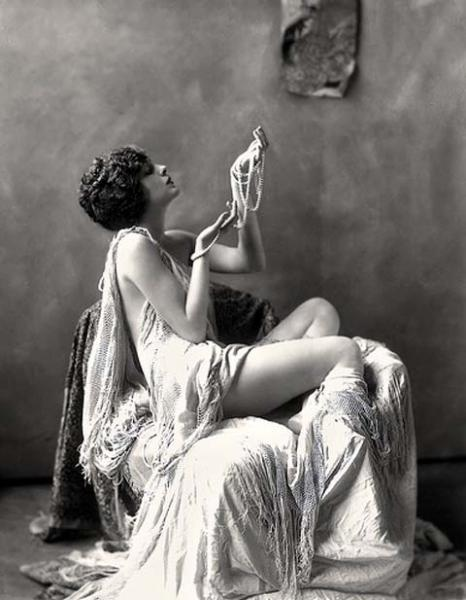